# Susann König
Susann König (Dippoldiswalde, 16 de mayo de 1987) es una deportista alemana que compitió en biatlón. Ganó una medalla de bronce en el Campeonato Europeo de Biatlón de 2011, en la prueba por relevos.

## Palmarés internacional
| Campeonato Europeo | Campeonato Europeo   | Campeonato Europeo | Campeonato Europeo |
| Año                | Lugar                | Medalla            | Prueba             |
| ------------------ | -------------------- | ------------------ | ------------------ |
| 2011               | Val Ridanna (Italia) | Medalla de bronce  | Relevos            |